# Aylin Tezel
Aylin Tezel (en allemand : [ˈaɪlɪn ˈteːtsl̩]), née le 29 novembre 1983 à Bünde, est une actrice et danseuse allemande.

## Biographie
Elle fait sa percée avec un rôle principal dans le film Almanya - Bienvenue en Allemagne, présenté en première au Festival international du film de Berlin en 2011 et un autre rôle principal dans le film Am Himmel der Tag (de) pour lequel elle a reçu le prix de la meilleure actrice au Festival du film de Turin en 2012.

## Filmographie partielle
Sauf indication contraire, les informations mentionnées dans cette section peuvent être confirmées par la base de données cinématographiques IMDb,  présente dans la section « Liens externes ».

### Au cinéma

#### Actrice
- 2008 : Unschuld (de) d'Andreas Morell : Derya
- 2010 : Riss (de) de Biene Pilavci : Denise (court métrage)
- 2010 : Bis aufs Blut - Brüder auf Bewährung (de) : Sina
- 2010 : Luks Glück : Gül Seven
- 2011 : Almanya : Canan
- 2011 : Ameisen gehen andere Wege (de) : Jasmin
- 2012 : Rhinos (court métrage) : Ingrid
- 2012 : Trois pièces, cuisine, bains (Drei Zimmer/Küche/Bad) : Maria
- 2012 : La Naissance du jour (de) : Lara
- 2013 : Tanz mit ihr : elle (court métrage)
- 2014 : Auf das Leben! (de) : Emily
- 2014 : Coming In (de) : Heidi
- 2015 : Lost in the Living : Sabine
- 2015 : Macho Man (de) de Christof Wahl : Aylin
- 2016 : Robinson Crusoé : le porc-épic Epi (voix)
- 2017 : The Yellow Birds : Claudia
- 2018 : Miss Dolittle (Liliane Susewind) : Vanessa
- 2019 : Code 7500 - Un avion en détresse : Gökce
- 2022 : Der Russe ist einer, der Birken liebt (de) de Pola Beck : Mascha
- 2023 : Scrapper : Nina
- 2023 : Wochenendrebellen : Fatime (en post-production)
- 2023 ? : Falling Into Place : Kira (en post-production)

#### Scénariste et réalisatrice
- 2011 : Trust me it works (court métrage, uniquement réalisation)
- 2013 : Tanz mit ihr (court métrage)
- 2020 : Phoenix (court métrage)
- Falling Into Place (en post-production)

### Clips musicaux
En tant qu'actrice,
- 2016 : Wenn du gehst de Udo Lindenberg : l'amie
- 2020 : Wide Awake & Dreaming de Stu Larsen : la femme

## Distinctions
- 2015 : Prix des acteurs allemands
- 2020 : Prix de la télévision bavaroise